# Люди-коти (фільм, 1982)
«Люди-коти» (англ. Cat People) — фантастичний фільм 1982 року американського кінорежисера Пола Шредера. Назва відсилає до однойменного фільму жахів (1942) режисера Жака Турнера. У головних ролях — Настасія Кінські і Малкольм Макдавелл. Пісню «Cat People» в кінці фільму виконує Девід Бові.

## Сюжет
Фільм починається з кадрів приношення в жертву дівчат леопардам плем'ям, потім дія переноситься у 80-і роки XX століття.
Молода дівчина Ірена приїжджає в Новий Орлеан до свого старшого брата Пола, якого не бачила з дитячих років з тих пір, як їх батьки-дресирувальники загинули. Вона зупиняється в його будинку, де працює служниця по імені Фемале.
Вночі Пол йде і вранці не повертається додому. У ту ж ніч у місті з'являється леопард, який намагається вбити повію. Леопарда присипляють і привозять в зоопарк. Ірена, гуляючи по місту, приходить в зоопарк, де довго розглядає спійманого звіра. Вона знайомиться з директором зоопарку Олівером, який пропонує їй роботу. Обидва відчувають взаємну симпатію. На роботі Ірена знайомиться з Еліс, яка домагається любові Олівера. Через деякий час леопард тікає, вбивши службовця.
Незабаром повертається Пол, від нього Ірена дізнається історію своєї родини. Вона і Пол належать до стародавнього роду перевертнів. Після сексу з людьми перевертень перетворюється в леопарда. Щоб прийняти назад людський вигляд, леопард повинен вчинити вбивство. Для продовження роду брат і сестра повинні створити сім'ю між собою. Пол радить їй не зволікати. Ірена не натхненна перспективою інцесту і відмовляє йому. Їй вдалося вибігти з будинку і привернути увагу поліції. Пол ховається, але поліцейський в підвалі знаходить рештки людських тіл. Вони вважають, що Пол тримав у підвалі леопарда, якому згодовував повій і жебраків.
Ірена їде до Олівера. Вранці він відвозить її на острів за містом, де живе його знайомий. Вночі вона починає полювати на кроликів. Ірені здається, що вона сходить з розуму. На наступний вечір Пол пробирається в будинок Олівера і знову робить Ірені пропозицію. Він каже, що їх батьки теж були братом і сестрою. Після відмови Ірени Пол перетворюється у леопарда і намагається вбити Олівера, проте Еліс вдається його застрелити.
Ірена їде з міста, але в поїзді бачить сон, в якому бачить брата і леопардів. В одному з них вона дізнається про свою матір, яка просить її повернутися. Ірена повертається до Олівера. Вночі після інтимної близькості і втрати цноти вона перетворюється в леопарда. Проте Ірена не вбиває Олівера, а тікає.
Коли леопарда оточують на мосту, він стрибає у воду. Олівер здогадується, що Ірена прямує до острова. Озброєний, він прибуває на острів, де знаходить труп свого знайомого. Ірена зізнається, що вбила його, щоб перетворитися на людину. Вона просить Олівера застрелити її, але він відмовляє. Тоді Ірена знову просить повернути їй образ леопарда, сказавши, що хоче жити з подібними собі. Олівер, в цілях безпеки прив'язавши її до ліжка, знову займається з нею сексом.
Фільм закінчується сценою, де Олівер у зоопарку пестить і годує з рук леопарда, який сидить у клітці.

## У ролях
- Настасія Кінські — Ірена
- Малкольм Макдавелл — Пол
- Джон Герд — Олівер
- Аннетт О'Тул — Еліс
- Рубі Ді — Фемале
- Ед Беглі молодший — Джо Крейг
- Скотт Полін — Білл Сірл
- Джон Ларрокетт — Бронте Джадсон
- Беррі Беренсон — Сандра

## Номінації
- 1983 — «Сатурн» — найкраща акторка (Настасія Кінські)
- 1983 — «Золотий глобус» — краща музика (Джорджо Мородер) і краща пісня (Джорджо Мородер і Девід Бові).

## Касові збори і критика
Касові збори в США склали 7 мільйонів доларів, а касові збори в світі — 21 мільйон доларів.
Американський кінокритик Роджер Еберт назвав картину «хорошим фільмом у старих традиціях», зазначивши виконання ролі Кінські: «Вона зовсім не переграє у фільмі, не ходить неправильно, не виглядає безглуздо».